# NGC 302
NGC 302 est une étoile située dans la constellation de la Baleine, enregistrée par l'astronome américain Frank Müller en 1886.
Diverses étoiles ont été suggérées pour NGC 302 à diverses époques, mais comme le catalogue NGC est censé contenir des amas, des nébuleuses et des galaxies, l'identification exacte de l'étoile est sans importance. L'image de l'étude SDSS montre la position de NGC 302 aux coordonnées indiquées sur la base de données NASA/IPAC.